# SVG Lüneburg
Die Spielgemeinschaft Volleyball Gellersen Lüneburg ist ein Volleyballverein aus Lüneburg, dessen Männermannschaft in der ersten Bundesliga vertreten ist.

## Team
Der Kader für die Saison 2025/26 besteht bisher aus folgenden Spielern.
| Name             | Nr. | Nation             | Größe  | Geburtsdatum  | Position | im Verein seit | Vertrag bis |
| ---------------- | --- | ------------------ | ------ | ------------- | -------- | -------------- | ----------- |
| Christopher Byam | 4   | Kanada             | 1,99 m | 3. Aug. 2001  | D        | 2025           | 2026        |
| Ethan Champlin   | 20  | Vereinigte Staaten | 1,89 m | 29. Nov. 2001 | AA       | 2025           | 2026        |
| Jesse Elser      | 3   | Kanada             | 2,05 m | 27. Mai 1999  | AA       | 2025           | 2026        |
| Axel Enlund      | 17  | Schweden           | 2,05 m | 1. Sep. 2007  | D        | 2025           | 2026        |
| Daniel Gruvaeus  | 2   | Schweden           | 1,95 m | 20. Aug. 1999 | AA       | 2025           | 2026        |
| Shane Holdaway   |     | Vereinigte Staaten | 2,03 m | 1. Aug. 1997  | MB       | 2025           | 2026        |
| Jackson Howe     |     | Kanada             | 1,95 m | 16. Juni 1998 | MB       | 2025           | 2026        |
| Joscha Kunstmann | 7   | Deutschland        | 2,00 m | 20. Juli 2003 | MB       | 2023           | 2026        |
| Axel Juul Larsen | 18  | Dänemark           | 2,03 m | 18. Aug. 2004 | D        | 2024           | 2026        |
| Neo Laumann      | 13  | Deutschland        | 2,01 m | 15. Aug. 2005 | Z        | 2023           | 2026        |
| Shō Takahashi    | 21  | Japan              | 1,70 m | 2. Jan. 1995  | L        | 2025           | 2026        |
| Santeri Välimaa  | 12  | Finnland           | 1,92 m | 11. Jan. 2001 | Z        | 2025           | 2026        |
| Cole Young       | 8   | Vereinigte Staaten | 2,08 m | 7. Okt. 2002  | MB       | 2025           | 2026        |

Positionen: AA = Annahme/Außen, D = Diagonal, L = Libero, MB = Mittelblock, Z = Zuspiel
| Neuzugänge 2025  | Neuzugänge 2025         | Abgänge 2025      | Abgänge 2025          |
| Spieler          | bisheriger Verein       | Spieler           | neuer Verein          |
| ---------------- | ----------------------- | ----------------- | --------------------- |
| Christopher Byam | Alterna Stade Poitevin  | Oskar Espeland    | Knack Roeselare       |
| Ethan Champlin   | Helios Grizzlys Giesen  | Lorenz Karlitzek  | unbekannt             |
| Jesse Elser      | Arago de Sète           | Cole Ketrzynski   | Lausanne UC           |
| Axel Enlund      | RIG Falköping           | Xander Ketrzynski | AS Cannes Volley-Ball |
| Daniel Gruvaeus  | WWK Volleys Herrsching  | Blake Leeson      | AO Kalamata 1980      |
| Shane Holdaway   | Chaumont Volley-Ball 52 | Theo Mohwinkel    | AS Cannes Volley-Ball |
| Jackson Howe     | Alterna Stade Poitevin  | Simon Torwie      | Itas Trentino         |
| Shō Takahashi    | vereinslos              | Gage Worsley      | Arago de Sète         |
| Santeri Välimaa  | VC Barkom-Każany Lwów   | Michael Wright    | Nice Volley-Ball      |
| Cole Young       | Ohio State University   |                   |                       |

Trainer ist seit 2014 der ehemalige deutsche Nationalspieler Stefan Hübner. Tyler Koslowsky und Bernd Schlesinger arbeiten als Co-Trainer. Um die medizinische Versorgung kümmern sich die Ärzte Daniel Becker, Thomas Buller und Christian Schulz sowie die Physiotherapeuten Lisa Kahlen, Thomas Kuke und Ulf Nitschke. Der Teammanager ist Andreas Bahlburg.

## Geschichte
Im Sommer 2005 gründete sich die SVG Lüneburg durch den Zusammenschluss der Volleyballmännermannschaften des MTV Treubund Lüneburg und des TSV Gellersen. Im Folgejahr schlossen sich auch die Frauen-, Jugend- und Hobbyteams der Spielgemeinschaft an, außerdem kam der TuS Reppenstedt als weiterer Verein hinzu. Die erste Männermannschaft der SVG übernahm den Platz des Männerturnvereins, der in den Vorjahren als Verbandsligameister in die Oberliga aufgestiegen war und nach dem Verzicht der zweiten Mannschaft des USC Braunschweig sich als Tabellenzweiter für die Regionalliga Nordwest qualifizieren konnte. Nach zwei vierten Plätzen in den Spieljahren 2006 bis 2008 belegte das Team der SVG am Ende der Saison 2008/09 den ersten Platz in der Regionalliga. Als Tabellendritter der Aufstiegsrunde profitierte die Mannschaft um Kapitän Jens Möhring vom Lizenzverzicht des TSC Berlin und startete im folgenden Spieljahr in der zweiten Bundesliga Nord. In der Premierensaison in dieser Liga konnte der Verein aus Lüneburg die Klasse als Tabellenelfter halten. In den folgenden zwei Jahren konnte sich das Team um Kapitän Lars Pickbrenner steigern: In der Saison 2010/11 belegte es den vierten und in der Saison 2011/12 unter dem Trainerduo Schlesinger/Karohs den zweiten Platz in der Abschlusstabelle. Mit Cheftrainerin Sylvia Roll wurden die Lüneburger 2012/13 erneut Vizemeister. Im Jahr 2014 übernahm Stefan Hübner den Trainerposten und führte das Team zur Saison 2014/15 in die 1. Bundesliga. Gleich in der Premierensaison erreichte Lüneburg das Play-off-Halbfinale und das DVV-Pokalfinale. In den folgenden Jahren konnte sich Lüneburg in der ersten Liga etablieren und weitere fünfmal das Play-off-Halbfinale sowie einmal das Pokalfinale erreichen. 
In der Saison 2023/24 nahm die SVG erstmalig an der CEV-Champions League teil. Die Gruppenphase beendete Lüneburg als Tabellendritter und durfte in den Play-offs des CEV-Pokals weiterspielen. Hier musste sich die SVG Lüneburg erst im Finale gegen Asseco Resovia Rzeszów geschlagen geben. 2025 qualifizierte sich Lüneburg erstmals für das Finale um die deutsche Meisterschaft, unterlag aber den Berlin Recycling Volleys in drei Spielen. Darüber hinaus errang man zum ersten Mal Platz 2 in der Gruppenphase der Champions League. In der anschließenden Playoff-Runde zum Viertelfinale schlug die SVG Lüneburg die Berlin Recycling Volleys im Golden Set und zog somit in das Viertelfinale ein. Hier scheiterte Lüneburg jedoch am polnischen Team von  Warta Zawiercie.  
Die zweite Männermannschaft der Lüneburger übernahm das Spielrecht des TSV Gellersen, der in den beiden Jahren zuvor aus der Landesliga über die Verbandsliga in die Oberliga aufgestiegen war. Nach dem zwischenzeitlichen Abstieg 2008 wurde das Team der SVG II zwei Jahre später Verbandsligameister und spielt seit der Saison 2010/11 wieder in der Oberliga Niedersachsen/Bremen. Weitere Mannschaften im Erwachsenenbereich des Vereins sind die dritte Männermannschaft und vier Frauenteams, von denen das bestplatzierte in der Verbandsliga aufschlägt.
| Saison  | Liga               | Gew. Spiele | Punkte | Platz | Play-offs     | DVV-Pokal     |
| ------- | ------------------ | ----------- | ------ | ----- | ------------- | ------------- |
| 2010/11 | 2. Bundesliga Nord | 12          | 24:20  | 4     | -             | -             |
| 2011/12 | 2. Bundesliga Nord | 23          | 46:10  | 2     | -             | Achtelfinale  |
| 2012/13 | 2. Bundesliga Nord | 17          | 34:14  | 2     | -             | Viertelfinale |
| 2013/14 | 2. Bundesliga Nord | 18          | 55     | 2     | -             | -             |
| 2014/15 | Bundesliga         | 12          | 36     | 4     | Halbfinale    | Finale        |
| 2015/16 | Bundesliga         | 13          | 38     | 4     | Halbfinale    | Halbfinale    |
| 2016/17 | Bundesliga         | 12          | 36     | 5     | Viertelfinale | Viertelfinale |
| 2017/18 | Bundesliga         | 11          | 30     | 7     | Viertelfinale | Viertelfinale |
| 2018/19 | Bundesliga         | 15          | 45     | 4     | Halbfinale    | Finale        |
| 2019/20 | Bundesliga         | 9           | 24     | 8     | abgebrochen   | Achtelfinale  |
| 2020/21 | Bundesliga         | 10          | 32     | 5     | Halbfinale    | Viertelfinale |
| 2021/22 | Bundesliga         | 7           | 19     | 5     | Viertelfinale | Finale        |
| 2022/23 | Bundesliga         | 11          | 34     | 3     | Halbfinale    | Viertelfinale |
| 2023/24 | Bundesliga         | 16          | 50     | 4     | Halbfinale    | Halbfinale    |
| 2024/25 | Bundesliga         | 21          | 61     | 2     | Finale        | Viertelfinale |

Anmerkungen: Die Saison 2019/20 wurde vor den Play-offs wegen der COVID-19-Pandemie abgebrochen. Bei der Saison 2021/22 wurde die Hauptrunde am 18. Januar abgebrochen, da wegen COVID-19 zahlreiche Spiele abgesagt werden mussten.